# Vers de société
Vers de société est un terme qui désigne la poésie pratiquée dans un contexte social ou familier au XVIIIe siècle.
Les petits vers de société de l’écrivain-imprimeur Charles de Pougens eurent beaucoup de succès dans les salons de Paris et plusieurs des rimeurs du début du XVIIIe siècle étaient connus pour leur habileté à composer de petits vers sur des sujets légers.
Le prince de ces amateurs de poésie badine était l’abbé de Chaulieu dont on a dit qu’il n’avait fait des vers que pour l’amusement de ses amis, sans la moindre intention de les voir publiés. Les meilleurs de ses effusions poétiques ont conservé une certaine fraîcheur en raison de la qualité avec laquelle elles sont tournées, mais on ne peut guère dire qu’elles aient quelque prétention à être considérées comme de la poésie. Inspirées par des incidents de la vie privée du moment, elles étaient, pour la plupart, adressées à quelques amis de haut rang, à peine moins pleins d’esprit que leur auteur, tels que le duc de Nevers, le marquis de Lassay, la duchesse de Bouillon ou le marquis de La Fare.
On trouve, dans les recueils des œuvres de Chaulieu qui ont été très souvent réimprimées, à côté de ses propres vers, des pièces de petits vers de société inédites par ses amis qui étaient souvent aussi bien tournés que les siens. Se montrer capable de tourner de tels vers était en effet presque un signe de bonne naissance. Titon du Tillet en a rassemblé un nombre volumineux dans son Parnasse français qui donne une bonne idée du degré d’ingéniosité, d’artificialité et de futilité des vers de société au XVIIIe siècle.
La mode des vers de société suivit le déclin de l’intérêt pour les ingéniosités des rondeaux, des ballades et des villanelles que Chaulieu lui-même avait beaucoup contribué à faire passer de mode. Son attaque contre Benserade qui était allé jusqu’à transformer la totalité des Métamorphoses d’Ovide en rondeaux fut, selon son éditeur de 1732, la première œuvre à montrer la délicatesse du goût de l’abbé de Chaulieu et son talent pour la poésie, mais, en règle générale, la valeur poétique des efforts des rimeurs dans les petits genres n’était pas très grande.
Jean-Baptiste Rousseau fut celui qui possédait le plus de talent poétique parmi les auteurs de vers de société. C’était un vrai poète dont le Billet à Chaulieu est un joyau de charme sensible et de malice.